# Азовський німецький національний район
Азовський німецький національний район (рос. Азовский немецкий национальный район) — адміністративний район в складі Омській області, Росія. 
Адміністративний центр — село Азово.

## Історія
Район був утворений 17 лютого 1992 року через 7 сільських рад 5 суміжних районів області (Омського, Мар'яновського, Таврійського, Шербакульского, Одеського).